# Định Nam
Định Nam (tiếng Trung: 定南县, Hán Việt: Định Nam huyện) là một huyện của địa cấp thị Cám Châu (赣州市), tỉnh Giang Tây, Cộng hòa Nhân dân Trung Hoa. Huyện này có diện tích 1316 km2, dân số năm 2003 là 198.000 người. 

## Hành chính
Định Nam được chia ra làm 7 đơn vị hành chính cấp hương, toàn bộ đều là các trấn. Ngoài ra huyện này còn quản lí 1 đơn vị tương đương cấp hương khác
- Trấn: Lịch Thị (历市镇), Khuy Mỹ Sơn (岿美山镇), Lão Thành (老城镇), Thiên Cửu (天九镇), Long Đường (龙塘镇), Lĩnh Bắc (岭北镇), Nga Công (鹅公镇)

Đơn vị ngang cấp hương khác
- Khu công nghiệp Định Nam (定南县工业园)